# Fadil Vokrri
Fadil Vokrri, né le 23 juillet 1960 à Podujevo (Yougoslavie) et mort le 9 juin 2018 à Pristina (Kosovo), est un footballeur international yougoslave des années 1980 et un dirigeant sportif kosovar.

## Carrière

### Carrière de joueur
Fadil Vokrri a été formé dans son club d'origine du KF Llapi Podujeve avant d'intégrer les rangs du KF Pristina, le seul club du Kosovo à évoluer en première division yougoslave. Très en vue pendant plusieurs saisons, il sera ensuite transféré au FK Partizan Belgrade. 
Il fait un passage en France au Nîmes Olympique en 1989-90 avant de rejoindre de 1990 à 1992, le Fenerbahçe. Sa carrière de joueur professionnel s'achève par son retour en France avec le Football Club de Bourges en deuxième division lors de la saison 1992-93 où il marque l'esprit des supporters et observateurs par ses qualités techniques et son professionnalisme. 
Il signe à l'Entente Nord Lozère en juillet 1993 en Nationale 3 mais quitte le club en septembre 1993, suivant Max Marty et Bernard Blaquart.
Il compte six buts et douze sélections en équipe de Yougoslavie de 1984 à 1987. Il est nommé joueur yougoslave de l'année en 1987.

### Carrière d'entraîneur et dirigeant sportif
Il devient entraîneur, notamment à l'Étoile des Sports Montluçonnais Football (par ailleurs, son fils joue en équipe réserve de l'EDSM à Montluçon) et à Vichy.
En février 2008, il devient président de la Fédération du Kosovo de football ; il est l'artisan de la reconnaissance du Kosovo par l'UEFA et la FIFA en 2016,.

### Mort et hommages
Fadil Vokrri meurt le 9 juin 2018 à l'âge de 57 ans. 
En son honneur, le stade principal de la ville de Pristina est renommé stade Fadil Vokrri. Une statue à son effigie est également inaugurée quelques années plus tard. Le 9 juin 2025, un hommage lui est rendu, 7 ans après sa mort, en présence d'Agim Ademi, président de la Fédération kosovare de football et de Jérôme Champagne.

## Palmarès
- Champion de Yougoslavie en 1987 avec le Partizan Belgrade
- Vice-champion de Yougoslavie en 1988 avec le Partizan Belgrade
- Vainqueur de la Coupe de Yougoslavie en 1989 avec le Partizan Belgrade
- Vice-champion de Turquie en 1992 avec le Fenerbahçe SK
- Champion de Yougoslavie de deuxième division en 1983 avec le FC Pristina